# Међународни стандардни библиографски опис
Међународни стандардни библиографски опис (енгл. International Standard Bibliographic Description, ISBD) је скуп правила које је прописала Међународна федерација библиотечких удружења и институција односно стандардни библиографски опис у људима читљивој форми а за употребу у библиографији или библиотечким каталозима. Прелиминарно консолидовано издање ISBD је објављено 2007. а 2011. коначно. Намена ISBD је да буде главни стандард за промовисање универзалне библиографске контроле и остваривања
универзалне и брзе доступности основних библиографских података свих објављених изворау у свим
земљама а који је у међународно прихватљивом облику. ISBD је стандард којим су утврђени елементи података које треба забележити или преписати одређеним редоследом као основу за опис извора који се каталогизује. Исто тако, примењује се прописана
интерпункција као инструмент за препознавање и приказивање елемената података, чинећи их тако
разумљивим без обзира на језик описа.
Структура ISBD
- 0 Форма садржаја и врста медија
- 1 Подручје стварних наслова и података о одговорности
- 2 Подручје издања
- 3 Подручје података специфичних за грађу или врсту извора
- 4 Подручје издавања, производње, дистрибуције итд.
- 5 Подручје материјалног описа (нпр. број страница књиге)
- 6 Подручје издавачке целине
- 7 Подручје напомена
- 8 Подручје идентификатора извора и података о доступности (нпр. ISBN, ISSN)